# Orectolobus ornatus
El tiburón alfombra jaspeado (Orectolobus ornatus) es una especie de elasmobranquio orectolobiforme de la familia Orectolobidae.